# Cầu lông tại Đại hội Thể thao châu Á 2002
Cầu lông là cuộc thi tại Đại hội Thể thao châu Á 2002 ở Busan, Hàn Quốc. Nội dung đơn, đôi, và đội được tổ chức dành cho nam và nữ. Đôi hỗn hợp cũng được dự thi. Tất cả đều tổ chức tại Gangseo Gymnasium.

## Huy chương giành được
| Nội dung    | Vàng | Bạc | Đồng |
| ----------- | --- | --- | --- |
| Đơn nam     | Taufik Hidayat · Indonesia | Lee Hyun-Il · Hàn Quốc | Hendrawan · Indonesia |
| Đơn nam     | Taufik Hidayat · Indonesia | Lee Hyun-Il · Hàn Quốc | Shon Seung-Mo · Hàn Quốc |
| Đôi nam     | Hàn Quốc (KOR) · Lee Dong-Soo · Yoo Yong-Sung | Thái Lan (THA) · Pramote Teerawiwatana · Tesana Panvisvas | Malaysia (MAS) · Chan Chong Ming · Chew Choon Eng |
| Đôi nam     | Hàn Quốc (KOR) · Lee Dong-Soo · Yoo Yong-Sung | Thái Lan (THA) · Pramote Teerawiwatana · Tesana Panvisvas | Indonesia (INA) · Halim Haryanto · Tri Kusharjanto |
| Đội nam     | Hàn Quốc (KOR) · Ha Tae-Kwon · Jang Young-Soo · Kim Dong-Moon · Lee Dong-Soo · Lee Hyun-Il · Lee Jae-Jin · Park Tae-Sang · Shon Seung-Mo · Yim Bang-Eun · Yoo Yong-Sung | Indonesia (INA) · Rony Agustinus · Sigit Budiarto · Halim Haryanto · Hendrawan · Taufik Hidayat · Tri Kusharjanto · Marleve Mainaky · Bambang Suprianto · Nova Widianto · Candra Wijaya | Trung Quốc (CHN) · Bao Chunlai · Chen Hong · Chen Qiqiu · Lin Dan · Liu Yong · Wang Wei · Xia Xuanze · Zhang Jun · Zhang Wei                                                                     |
| Đội nam     | Hàn Quốc (KOR) · Ha Tae-Kwon · Jang Young-Soo · Kim Dong-Moon · Lee Dong-Soo · Lee Hyun-Il · Lee Jae-Jin · Park Tae-Sang · Shon Seung-Mo · Yim Bang-Eun · Yoo Yong-Sung | Indonesia (INA) · Rony Agustinus · Sigit Budiarto · Halim Haryanto · Hendrawan · Taufik Hidayat · Tri Kusharjanto · Marleve Mainaky · Bambang Suprianto · Nova Widianto · Candra Wijaya | Malaysia (MAS) · Mohd Zakry Abdul Latif · Chan Chong Ming · Chang Kim Wai · Chew Choon Eng · Choong Tan Fook · James Chua · Mohd Hafiz Hashim · Lee Tsuen Seng · Ong Ewe Hock · Wong Choong Hann |
| Đơn nữ      | Zhou Mi · Trung Quốc | Gong Ruina · Trung Quốc | Wang Chen · Hồng Kông |
| Đơn nữ      | Zhou Mi · Trung Quốc | Gong Ruina · Trung Quốc | Kim Kyeung-Ran · Hàn Quốc |
| Đôi nữ      | Hàn Quốc (KOR) · Ra Kyung-Min · Lee Kyung-Won | Trung Quốc (CHN) · Gao Ling · Huang Sui | Trung Quốc (CHN) · Yang Wei · Huang Nanyan |
| Đôi nữ      | Hàn Quốc (KOR) · Ra Kyung-Min · Lee Kyung-Won | Trung Quốc (CHN) · Gao Ling · Huang Sui | Hàn Quốc (KOR) · Lee Hyo-Jung · Hwang Yu-Mi |
| Đội nữ      | Trung Quốc (CHN) · Dai Yun · Gao Ling · Gong Ruina · Huang Nanyan · Huang Sui · Wei Yili · Yang Wei · Zhang Jiewen · Zhang Ning · Zhou Mi                               | Hàn Quốc (KOR) · Hwang Yu-Mi · Jun Jae-Youn · Kim Kyeung-Ran · Kwon Hee-Sook · Lee Hae-Young · Lee Hyo-Jung · Lee Kyung-Won · Pae Sung-Hee · Ra Kyung-Min · Shin Ja-Young               | Hồng Kông (HKG) · Koon Wai Chee · Li Wing Mui · Ling Wan Ting · Siu Ching Man · Wang Chen |
| Đội nữ      | Trung Quốc (CHN) · Dai Yun · Gao Ling · Gong Ruina · Huang Nanyan · Huang Sui · Wei Yili · Yang Wei · Zhang Jiewen · Zhang Ning · Zhou Mi                               | Hàn Quốc (KOR) · Hwang Yu-Mi · Jun Jae-Youn · Kim Kyeung-Ran · Kwon Hee-Sook · Lee Hae-Young · Lee Hyo-Jung · Lee Kyung-Won · Pae Sung-Hee · Ra Kyung-Min · Shin Ja-Young               | Thái Lan (THA) · Sathinee Chankrachangwong · Sujitra Ekmongkolpaisarn · Salakjit Ponsana · Saralee Thungthongkam                                                                                 |
| Đôi hỗn hợp | Hàn Quốc (KOR) · Kim Dong-Moon · Ra Kyung-Min | Thái Lan (THA) · Khunakorn Sudhisodhi · Saralee Thungthongkam | Trung Quốc (CHN) · Chen Qiqiu · Zhang Jiewen |
| Đôi hỗn hợp | Hàn Quốc (KOR) · Kim Dong-Moon · Ra Kyung-Min | Thái Lan (THA) · Khunakorn Sudhisodhi · Saralee Thungthongkam | Indonesia (INA) · Nova Widianto · Vita Marissa |

## Bảng huy chương
| 1         | Hàn Quốc (KOR)   | 4 | 2 | 3  | 9  |
| 2         | Trung Quốc (CHN) | 2 | 2 | 3  | 7  |
| 3         | Indonesia (INA)  | 1 | 1 | 3  | 5  |
| 4         | Thái Lan (THA)   | 0 | 2 | 1  | 3  |
| 5         | Hồng Kông (HKG)  | 0 | 0 | 2  | 2  |
| 5         | Malaysia (MAS)   | 0 | 0 | 2  | 2  |
| Tổng cộng | Tổng cộng        | 7 | 7 | 14 | 28 |

## Quốc gia tham dự
Tổng cộng 120 vận động viên từ 16 quốc gia hoàn thành bộ môn cầu lông tại Đại hội Thể thao châu Á 2002:
| - Trung Quốc (19) - Đài Bắc Trung Hoa (4) - Hồng Kông (10) - Ấn Độ (2) - Indonesia (12) - Nhật Bản (11) - Ma Cao (2) - Malaysia (17) | - Mông Cổ (4) - Philippines (1) - Singapore (2) - Hàn Quốc (20) - Sri Lanka (1) - Syria (1) - Thái Lan (12) - Đông Timor (2) |

## Liên kết
- Cầu lông châu Á